# Хурихан, Конор
Ко́нор Ху́рихан (англ. Conor Hourihane; род. 2 февраля 1991, Корк, Манстер) — ирландский футболист, полузащитник, и тренер. В настоящее время исполняющий обязанности главного тренер клуба «Барнсли».

## Клубная карьера
Хурихан — воспитанник английского клуба «Сандерленд». В 2009 году был внесён в заявку команды на сезон, но так и не дебютировал за основной состав. В 2010 году Конор в поисках игровой практики перешёл в «Ипсвич Таун», но и там не смог дебютировать за основу. Летом 2011 года Хурихан перешёл в «Плимут Аргайл». 6 августа в матче против «Шрусбери Таун» он дебютировал во Второй лиге Англии. 15 октября в поединке против «Дагенем энд Редбридж» Конор забил свой первый гол за «Плимут Аргайл».
Летом 2014 года Хурихан присоединился к «Барнсли». 9 августа в матче против «Кроли Таун» он дебютировал в Первой лиге Англии. В поединке против «Ковентри Сити» Конор забил свой первый гол за «Барнсли». В 2016 году Хурихан помог клубу выйти в более высокий дивизион. 6 августа в матче против «Ипсвич Таун» дебютировал в Чемпионшипе.
В начале 2017 года Хурихан подписал контракт с клубом «Астон Вилла», подписав контракт на 3,5 года. 31 января в матче против «Брентфорда» он дебютировал за новую команду. 28 февраля в поединке против «Бристоль Сити» Конор забил свой первый гол за «Астон Виллу». В 2019 году Хурихан помог команде выйти в элиту. 10 августа в матче против «Тоттенхэм Хотспур» он дебютировал в английской Премьер лиге.

## Международная карьера
28 марта 2017 года в товарищеском матче против сборной Исландии Хурихан дебютировал за сборную Ирландии. 26 марта 2019 года в отборочном матче чемпионата Европы 2020 против сборной Грузии Конор забил свой первый гол за национальную команду.

### Голы за сборную Ирландии
| № | Дата          | Место                   | Противник | Счёт | Результат | Соревнование                       |
| - | ------------- | ----------------------- | --------- | ---- | --------- | ---------------------------------- |
| 1 | 26 марта 2019 | Авива, Дублин, Ирландия | Грузия    | 1:0  | 1:0       | Чемпионат Европы 2020 квалификация |